# Sgt. Pepper’s Lonely Hearts Club Band
Sgt. Pepper’s Lonely Hearts Club Band (kurz: Sgt. Pepper) ist das achte Studioalbum der britischen Band The Beatles. Es wurde im Mai 1967 in Großbritannien veröffentlicht. In Deutschland war das Album einschließlich der beiden Kompilationsalben ihr zwölftes Album. In den USA wurde es im Juni 1967 veröffentlicht, erstmals in einer nahezu identischen Form wie das Original in Großbritannien; hier war es ihr 14. Album. 
Das Album erreichte in zahlreichen Ländern die Spitze der Charts. Es gilt als eines der ersten Konzeptalben der Popmusik und als Meilenstein des Genres. Mit über 32 Millionen verkauften Exemplaren gehört es zu den weltweit meistverkauften Musikalben.

## Entstehung
Die Veröffentlichung des Albums bestärkte den Wandel in der Popmusik, der sich 1966 entscheidend beschleunigte. Kaum ein Album der Popmusik war bisher mit einem vergleichbaren Aufwand produziert worden. Zudem passte Sgt. Pepper durch seine psychedelische Verspieltheit in den sogenannten „Sommer der Liebe“.
George Martin erwähnte den Beginn der Aufnahmen: „Im November (1966) kamen die Beatles zum ersten Mal seit ihrer Entscheidung, nicht mehr auf Tour zu gehen, wieder ins Studio. Sie hatten die Nase ziemlich voll. Das ganze Jahr hatten sie eine Menge Ärger gehabt und Brian Epstein befürchtete, es würde bergab gehen mit ihnen. Er dachte, es wäre das Ende der Beatles, und 1966 gab es alle möglichen Anzeichen dafür. Da war das Desaster auf den Philippinen, die sinkenden Publikumszahlen bei einigen Auftritten, und sie hatten es satt, Gefangene ihres Ruhms zu sein.“

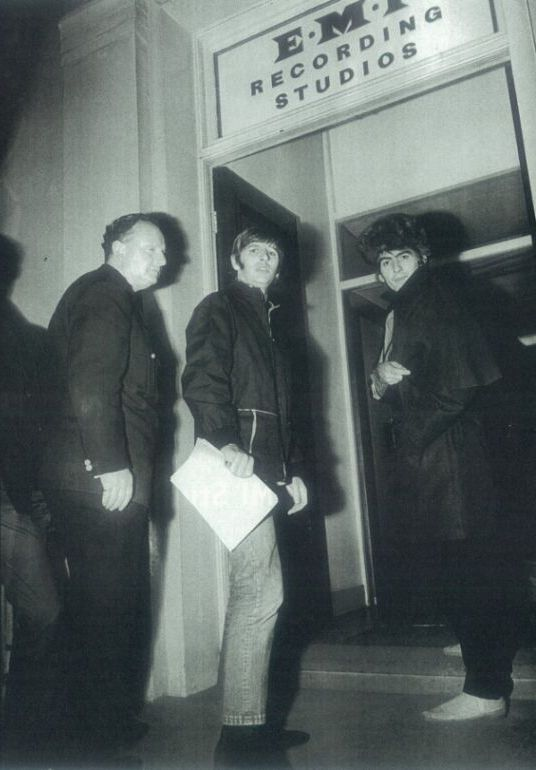
Ringo Starr (Mitte) und George Harrison (rechts) am 24. November 1966 zu Beginn der Aufnahmen zum Sgt. Pepper-Album

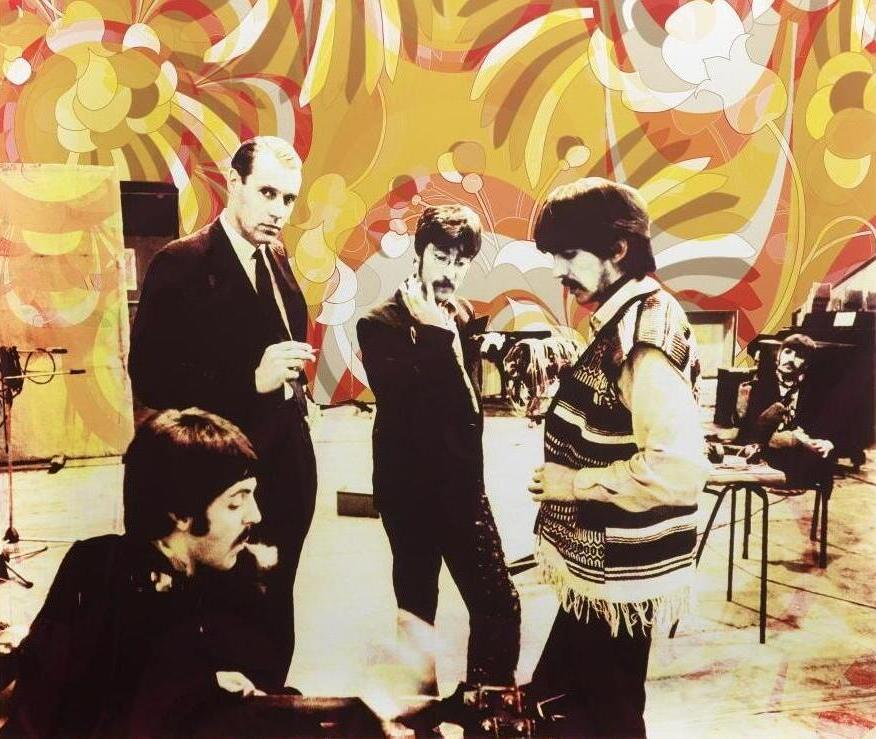
Die Beatles am 30. März 1967 bei Aufnahmen zum Sgt. Pepper-Album

Auf den Songtitel Sergeant Pepper war Paul McCartney während einer Rückreise aus Denver in einem Flugzeug gekommen, wo er gemeinsam mit seinem Roadie Mal Evans speiste, der ihn bat, ihm Salz und Pfeffer zu reichen („Could you pass salt and pepper?“). Jedoch verstand McCartney akustisch Sergeant Pepper, was er hinterher für eine gute motivische Figur hielt.
McCartney sagte zur Ursprungsidee des Albums: „Es war zu Beginn der Hippie-Ära und überall in Amerika herrschte eine flirrende Hippie-Atmosphäre. Ich fing an darüber nachzudenken, was ein wirklich verrückter Name für eine Band sein könnte. In jener Zeit gab es viele Gruppen, die Namen hatten wie ‚Laughing Joe and His Medicine Band‘ […] mit langen verschachtelten Namen […]. Ich brachte eine Idee mit zurück nach London zu den Jungs: ‚Da wir versuchen Distanz zu uns selbst zu gewinnen – von Tourneen loskommen und mehr surreale Sachen machen wollen – warum werden wir dann nicht eine Alter-Ego-Band, so was wie Sgt. Pepper’s Lonely Hearts Club Band?‘“

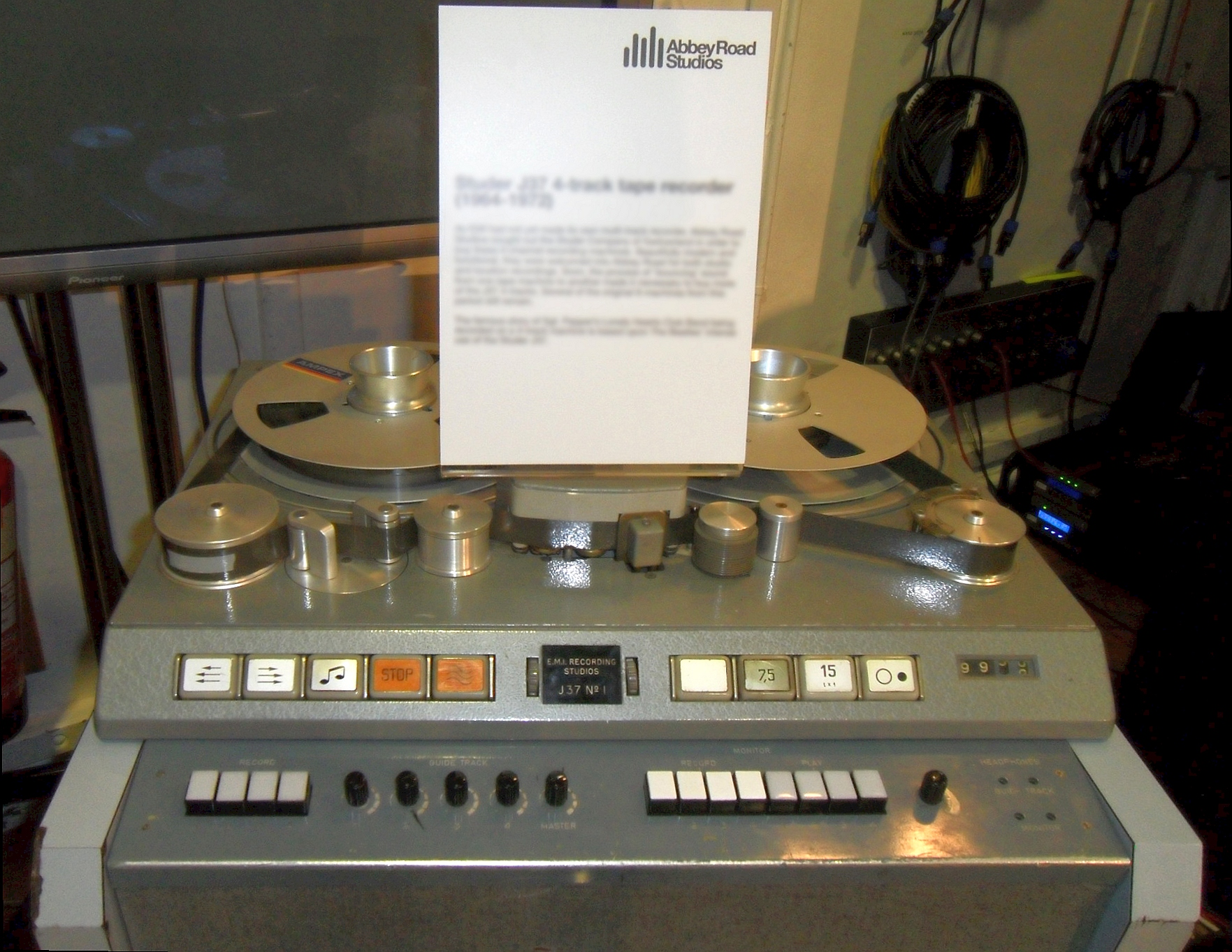
Studer J37 4-Spur-Rekorder, mit dem Sgt. Pepper aufgenommen wurde

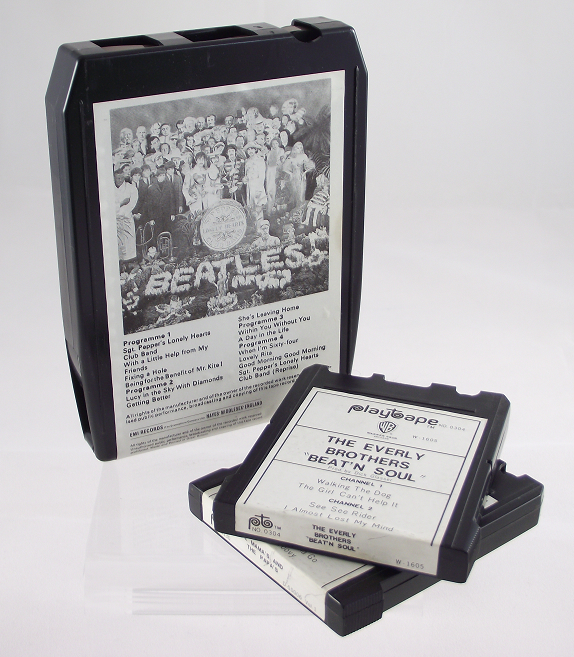
Das Sgt. Pepper-Album als 8-Track-Kassette

Nach Aussagen von Paul McCartney und dem Produzenten George Martin wurde Sgt. Pepper vom Album Pet Sounds der Beach Boys aus dem Jahr 1966 inspiriert. „Ohne Pet Sounds hätte es Sgt. Pepper nicht gegeben. Sgt. Pepper war ein Versuch, Pet Sounds gleichzukommen“, kommentierte George Martin. Gleichzeitig verhinderte die Veröffentlichung von Sgt. Pepper das Erscheinen von Brian Wilsons Album Smile, das teilweise eine Antwort auf das siebte Album der Beatles, Revolver, hätte werden sollen. Paul McCartney: „Der größte Einfluss war, wie ich schon viele Male gesagt habe, das Album Pet Sounds von den Beach Boys, und es waren hauptsächlich die Harmonien, die ich dort klaute.“ Als zweiter gewichtiger musikalischer Einfluss gilt das Debütalbum Freak Out! von Frank Zappa. Paul McCartney betrachtete das Album Sgt. Pepper während der Aufnahmen als das Freak Out! der Beatles. Das Album, bei dem die Beatles durch Verwendung von Soundeffekten ihre „Bandbreite erweitert“ haben, inspirierte die Beatles zu weiteren musikalischen Experimenten.
Das Album wurde während der Entstehung als Gesamtkunstwerk (laut Ringo Starr als „Show-Album“ und vergleichbar einer Rockoper) konzipiert, das Lebensfreude widerspiegeln und einem neuen Zeitgeist Rechnung tragen sollte (“A splendid time is guaranteed for all”; deutsch: ‚Eine herrliche Zeit wird für alle garantiert‘, aus: Being for the Benefit of Mr. Kite!). Eine Art Konzeptalbum mit tiefsinnigen, sarkastischen, verschachtelten und surrealistischen Texten entstand. Um dieses zu erreichen, schöpften die Beatles alle studiotechnischen Mittel der damaligen Zeit aus. So ist das ganze Album nur mit Hilfe der Vierspurtechnik produziert, wobei besondere Techniken angewandt wurden, wie das wegen Gleichlaufschwankungen äußerst schwierige parallele Verwenden von zwei Vierspurgeräten. Obwohl es in den USA schon Acht-Spur-Aufnahmegeräte gab, wurden diese erst gegen Ende 1967 in Großbritannien installiert. A Day in the Life präsentierte in Großbritannien erstmals die Achtspurtechnik durch zwei synchron geschaltete Vierspurtonbandmaschinen.
George Martin sagte zu den Aufnahmen: „Ich machte die Beatles mit einigen neuen Sounds und Ideen bekannt, aber als Sgt. Pepper entstand, da wollten sie alles aus der Trickkiste. Alles, was ich finden konnte, akzeptierten sie.“
Ringo Starr über George Martin: „Als wir an Sgt. Pepper arbeiteten, war George Martin wirklich ein unerlässlicher Teil des Ganzen geworden. Wir fügten Streicher ein, Blechbläser, Klavier usw. und George war der Einzige, der das alles aufschreiben konnte. Er wurde ein Teil der Band.“
Auch veränderten sich die Beatles optisch. Ihre Pilzkopffrisuren wurden gestutzt und McCartney, Lennon und Starr ließen sich Schnurrbärte wachsen, Harrison zunächst einen Vollbart, zum Albumcover aber auch einen Schnurrbart. Der stark kurzsichtige Lennon legte sich zudem eine runde Nickelbrille zu, die sein Markenzeichen wurde.
Zu den surrealistischen Klanggebilden kamen ein 40-köpfiges Orchester sowie das Mellotron zum Einsatz, sodass diese Musik im Jahr 1967 live nicht reproduzierbar war. Es entstand ein Album, das als einer der Wegbereiter der Rockmusik neue musikalische und technische Möglichkeiten zeigte und eröffnete. Die Aufnahmen erfolgten erstmals ohne anstehenden Tourneestress, da die Beatles am 29. August 1966 ihr letztes Konzert in San Francisco im Candlestick Park gegeben hatten. Erstmals druckten die Beatles auch ihre Texte auf der Plattenhülle ab, um die lyrische Bedeutung sichtbar zu machen. Die Titel wurden größtenteils vom Alltag der Musiker inspiriert.

„Die Botschaft der Beatles ist zu einer Botschaft der Liebe gereift, voller hinduistischer Einflüsse. An jene Menschen, die sich hinter einer Mauer der Illusion verbergen, ergeht die Botschaft: ‘When you’ve seen beyond yourself / then you may find / peace of mind / is waiting there / with our love / we could save the world / if they only knew’ (Lied: Within You Without You).“

Sgt. Pepper traf den damaligen Zeitgeist, obwohl es in musikalischer Hinsicht kein reines Psychedelic-Album ist wie etwa Pink Floyds The Piper at the Gates of Dawn. Einige Stücke wie Lucy in the Sky with Diamonds, A Day in the Life und Within You Without You, zeigen ihre psychedelische Herkunft. Die beiden ersten davon wurden von mehreren Radiostationen nicht gespielt, da ihnen textlich und musikalisch eine Verbindung zu Drogen unterstellt wurde.
Paul McCartney meinte dazu: „Die Stimmung des Albums entsprach dem Zeitgeist, weil wir selbst in die Stimmung der Zeit passten. Es gab da eindeutig eine Volksbewegung […] Wir versuchten nicht wirklich, diese Bewegung zu befriedigen – wir waren einfach ein Teil davon, wie wir das immer schon gewesen waren. Ich behaupte, dass die Beatles nicht die Anführer, sondern die Sprecher ihrer Generation waren.“

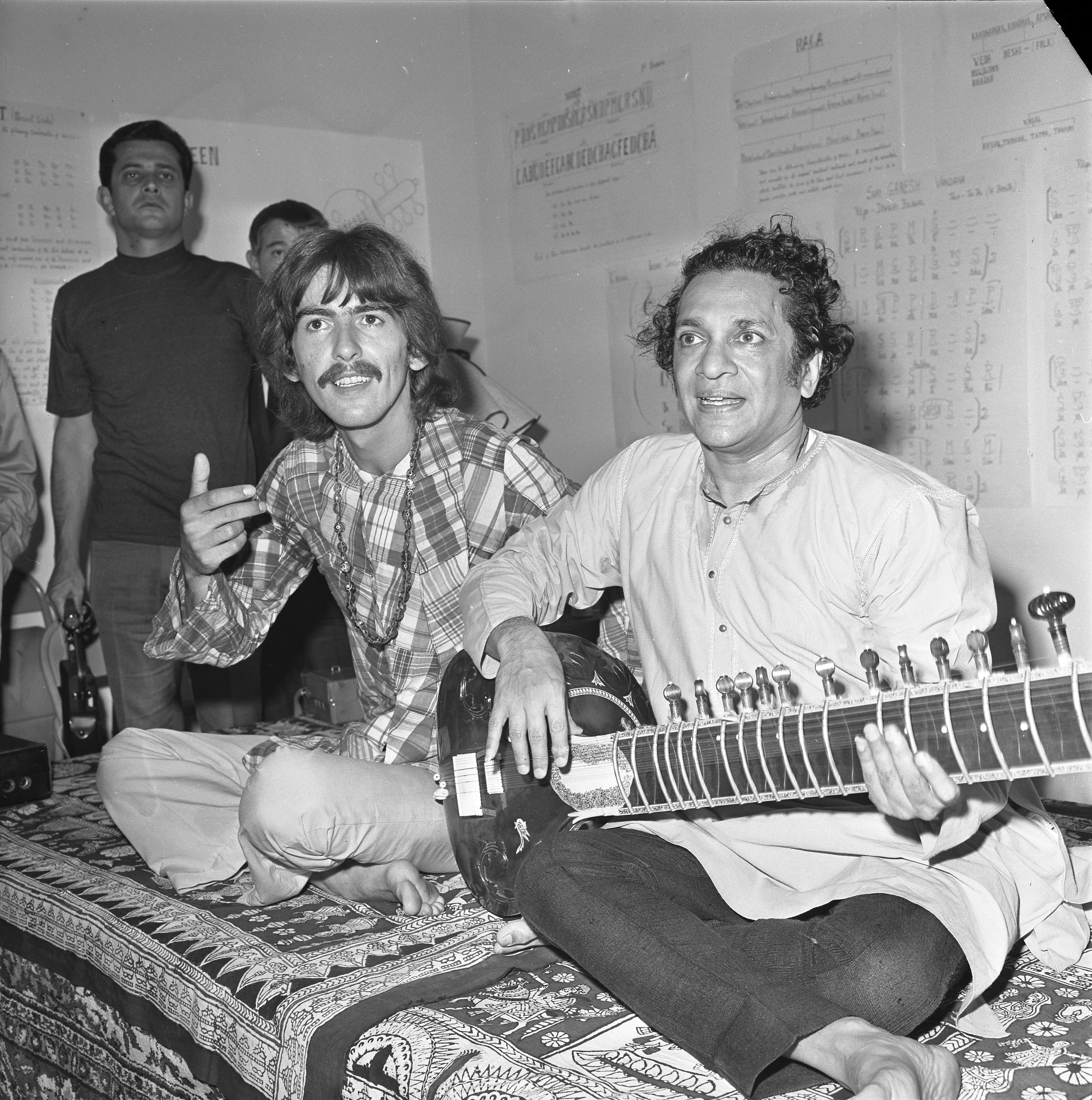
George Harrison (links) und Ravi Shankar, 1967

George Harrison: „Der Sommer 1967 […] es gab auf jeden Fall eine Atmosphäre: Man konnte spüren, was mit unseren Freunden vor sich ging – und mit Leuten, die ähnliche Ziele in den USA hatten –, obwohl wir meilenweit voneinander entfernt waren. Man konnte die Atmosphäre einfach aufschnappen.“
Paul McCartney war meist für die Pop-Lieder verantwortlich, John Lennon und George Harrison für die psychedelische Komponente. Zu hören ist dies auf Being for the Benefit of Mr. Kite, das – elektronisch verfremdet – eine Hommage an die Zeiten des viktorianischen Zirkus ist. Höhepunkt aus psychedelischer Sicht ist Within You Without You, das von Harrisons Sitar geprägt wurde. Harrisons Interesse an Meditation und indischer Philosophie kommt dabei zum Tragen, mit Hilfe psychoaktiver Substanzen verstärkt symbolisiert es die Suche nach Wahrheit und Sinn. Auch wenn McCartneys Kompositionen des Albums eher zur Pop-Musik tendierten, avancierte er dennoch zum künstlerischen Kopf der Gruppe; ein Status, der bis dato eher Lennon zugeschrieben worden war. So war es McCartneys Idee, die fiktive Band von Sgt. Pepper als umspannendes Konzept zu verwenden, einschließlich der Covergestaltung. Brian Epstein, der Manager der Beatles, war mit dem Cover nicht einverstanden und wünschte sich eine braune Papphülle für das Album. Nicht umgesetzt wurde hingegen die Idee der Beatles, das Album auf buntem Vinyl zu pressen.

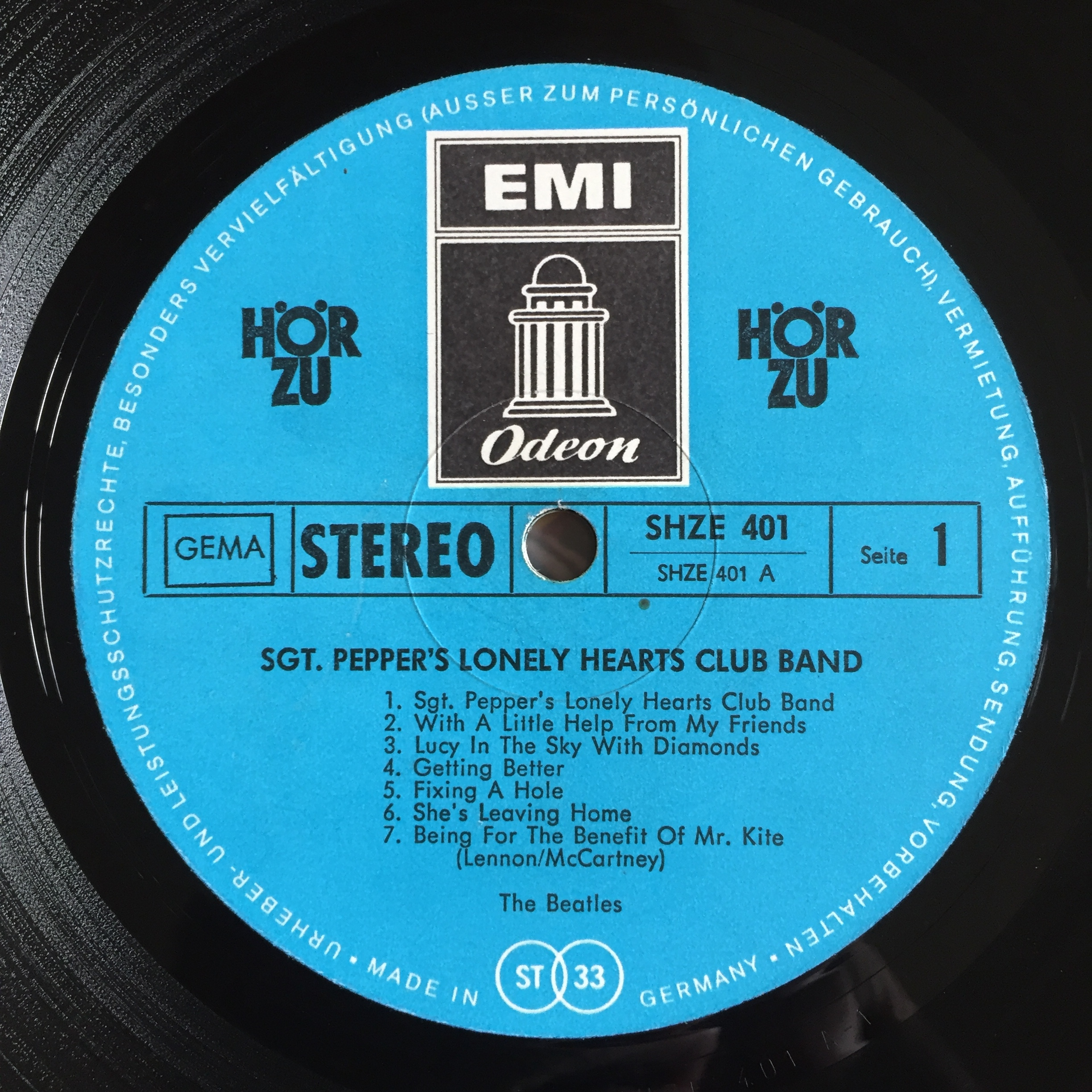
Label der deutschen LP-Pressung (Wiederauflage 1969)

Auf Wunsch der Schallplattenfirma EMI wurden zwei Lieder der Aufnahmen zum Album, Penny Lane / Strawberry Fields Forever als Single im Februar 1967 veröffentlicht. Die Single wurde der 13. Nummer-eins-Hit in den USA und der vierte Nummer-eins-Hit in Deutschland. In Großbritannien war es die erste Beatles-Single seit Please Please Me, die lediglich den zweiten Platz der britischen Charts erreichte. Später bereute George Martin, dem Wunsch der Schallplattenfirma nachgegeben zu haben, und bezeichnete es als den größten Fehler seiner Karriere, die beiden Lieder nicht für das Album belassen zu haben.
Am 20. April 1967 wurden die letzten Aufnahmen getätigt, die letzten Abmischungen für das Album erfolgten einen Tag später, am 21. April 1967. In der Entstehungszeit des Albums nahmen die Beatles noch vier weitere Lieder auf, neben Strawberry Fields Forever und Penny Lane das Lied Only a Northern Song, das erst im Januar 1969 auf dem Album Yellow Submarine veröffentlicht wurde, und das bislang unveröffentlichte Stück Carnival of Light. Während der Aufnahmen zum Album wurden diverse Studiomusiker eingesetzt. Im Zeitraum zwischen dem 6. Dezember 1966 und dem 20. April 1967 benötigten die Beatles eine Produktionszeit von über 700 Stunden, (meist nachts) vier- bis sechsmal wöchentlich an 129 Aufnahmetagen. Die Produktionskosten von heute umgerechnet 165.000 Euro (25.000 Pfund) waren für damalige Verhältnisse extrem hoch, hiervon musste der Einsatz von 40 Orchestermusikern und Bläsersektionen finanziert werden.

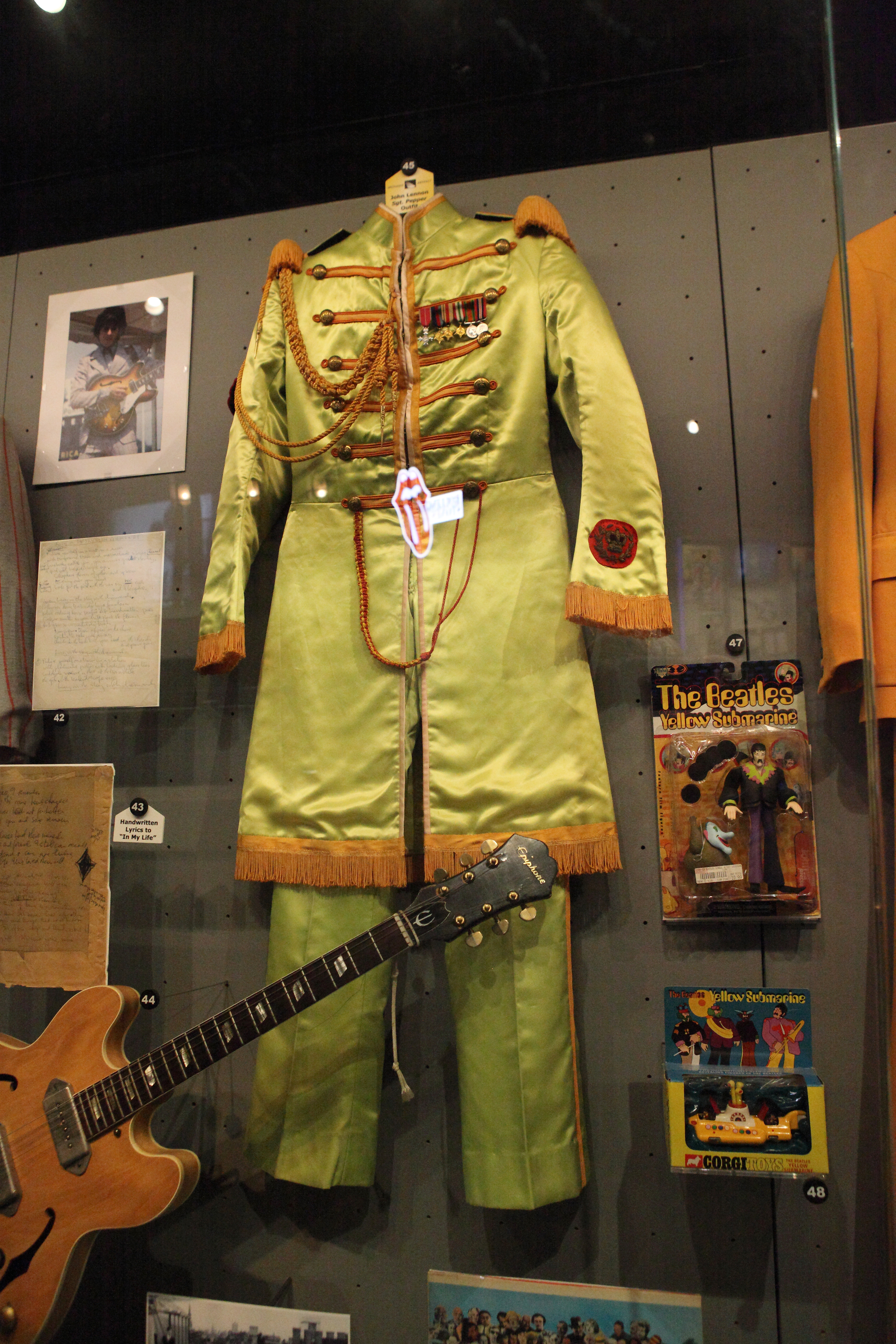
John Lennons Sgt. Pepper-Uniform

John Lennon, 1967

Abschließend wurde das Album wie folgt gewertet:
Paul McCartney: „Nachdem die Platte fertig war, fand ich sie toll. Für mich war es ein riesiger Schritt nach vorne […]“
John Lennon: „Nüchtern betrachtet war es nichts weiter als ein Album namens Sgt Pepper, auf dem die Musikstücke miteinander verbunden waren. Damals war es eine wunderschöne Idee, aber sie hat heute keine Bedeutung mehr.“
George Harrison: „[…] es machte mir im Großen und Ganzen nicht wirklich Spaß das Album aufzunehmen.“ „Mir gefiel Sgt Pepper, als es fertig war. Ich wusste, dass es auf die Leute anders wirkte, und ich war sehr glücklich mit dem Cover-Konzept.“
Ringo Starr: „Sgt Pepper schien die Stimmung dieses Jahres einzufangen, und zu dem ermöglichte es vielen anderen Leuten, davon ausgehend anzufangen und richtig loszulegen.“
George Martin: „Wenn man auf Pepper zurückblickt, kann man feststellen, dass es wirklich eine Ikone war. Es war die Schallplatte jener Zeit, und wahrscheinlich veränderte sie das Verständnis von Plattenaufnahmen, aber das taten wir nicht bewusst.“
Sgt. Pepper’s Lonely Hearts Club Band sollte ursprünglich als Doppelalbum und mit einer anderen Titelabfolge herauskommen. Aufgrund finanzieller Bedenken der Plattenfirma erschien es in der jetzt bekannten Form offiziell am 1. Juni 1967. Dieser Termin wurde allerdings teilweise auf den 26. Mai 1967 vorgezogen. Der Grund war, dass der Privatsender Radio London das Album schon am 12. Mai 1967 in voller Länge ausgestrahlt hatte und fortan damit Werbung machte, der erste Sender mit der Platte gewesen zu sein. Am 19. Mai hatte bereits ein Pressetermin anlässlich der Vorstellung von Sgt. Pepper’s Lonely Hearts Club Band in London stattgefunden, bei der Linda Eastman erstmals Paul McCartney fotografiert hat.
Das Album stieg am 31. Mai 1967 in die britischen Charts auf Platz eins ein, wo es 22 Wochen verblieb. Es erreichte schon am Veröffentlichungstag genügend Verkäufe für eine Goldene Schallplatte und war das achte Nummer-eins-Album der Beatles in Großbritannien. In Deutschland war es das siebte Album der Beatles, das Platz eins der Hitparade erreichte. Für das Album lagen in Großbritannien über 300.000 Vorbestellungen vor. In den USA erreichte Sgt. Pepper’s Lonely Hearts Club Band ebenfalls den ersten Platz der Charts, wo es 15 Wochen verblieb, und war somit dort das zehnte Nummer-eins-Album der Beatles. Im Januar 1997 wurde das Album in den USA mit Multi-Platin für elf Millionen verkaufte Exemplare ausgezeichnet. Aus dem Album wurde im Jahr 1967 keine Single ausgekoppelt, erst im Jahr 1978 erschien der Titeltrack als Single. Am 25. Juni 1967 stellten die Beatles einem weltweiten Fernsehpublikum in der BBC-Sendung Our World mittels Satellitenübertragung ihre neue Single All You Need Is Love live vor, die allerdings nicht auf dem Album enthalten war und am 7. Juli 1967 veröffentlicht wurde.
Bis zum 1. Januar 1971 wurde das Album rund sieben Millionen Mal verkauft. Im Jahr 2009 lag es in der Rangliste der insgesamt meistverkauften Alben in Großbritannien hinter dem 1981 veröffentlichten Queen-Album Greatest Hits an zweiter Stelle. Die US-amerikanische Musikzeitschrift Rolling Stone veröffentlichte 2003 eine Liste der „500 Greatest Albums of All Time“, in der Sgt. Pepper auf Platz eins gewählt worden war.
Bei den Grammy Awards 1968 gewann Sgt. Pepper vier Auszeichnungen in den Kategorien „Bestes Album“, „Bestes Cover (Grafik)“, „Beste technische Aufnahme (non classical)“ und „Bestes zeitgenössisches Album“.
Das Album Sgt Pepper’s Lonely Hearts Club Band wurde in einer Mono- und in einer Stereoversion veröffentlicht. In Deutschland wurde das Album ausschließlich in der Stereoabmischung vertrieben. Der Toningenieur Richard Lush, einer der Assistenten von Geoff Emerick, sagte, dass die einzige richtige Version des Albums die Monoversion sei, da die Beatles bei den Monoabmischungen immer zugegen waren. Die Stereoabmischungen wurden von George Martin, Geoff Emerick und Richard Lush ohne die Beatles in einigen Tagen (6. März, 4., 6., 7., 17. und 20. April) durchgeführt, dabei wurden einige klangliche Korrekturen vorgenommen und Effekte verändert.
So unterscheiden sich die Abmischungen der Monoversion bei einigen Liedern deutlich von der Stereoversion: Within You Without You (anderes Gelächter am Ende des Liedes), Sgt. Pepper’s Lonely Hearts Club Band (Reprise) (am Anfang der Monoversion sind vier Extra-Schlagzeugschläge zu hören und die Publikumsgeräusche unterscheiden sich von der Stereoversion), She’s Leaving Home (die Ablaufgeschwindigkeit der Monoversion ist deutlich höher), Sgt. Pepper’s Lonely Hearts Club Band (die Leadgitarre und die Publikumsgeräusche sind bei der Monoversion lauter ausgesteuert), Good Morning Good Morning (die Abmischung der Leadgitarre und der Tiergeräusche sind unterschiedlich), Being for the Benefit of Mr. Kite! (die Orgelklänge sind bei der Monoversion lauter ausgesteuert) und Lucy in the Sky with Diamonds (der Gesang klingt bei der Monoversion „psychedelischer“).
Weitere – nicht verwendete – Aufnahmeversionen/Abmischungen der Lieder Strawberry Fields Forever, Penny Lane, A Day in the Life, Good Morning Good Morning, Being for the Benefit of Mr. Kite!, Lucy in the Sky with Diamonds, Within You Without You (Instrumental) und Sgt. Pepper’s Lonely Hearts Club Band (Reprise) befinden sich auf dem Album Anthology 2. Auf der Wiederveröffentlichung des Albums Sgt. Pepper’s Lonely Hearts Club Band  vom Mai 2017 befindet sich umfangreiches unveröffentlichtes Material.

## Covergestaltung

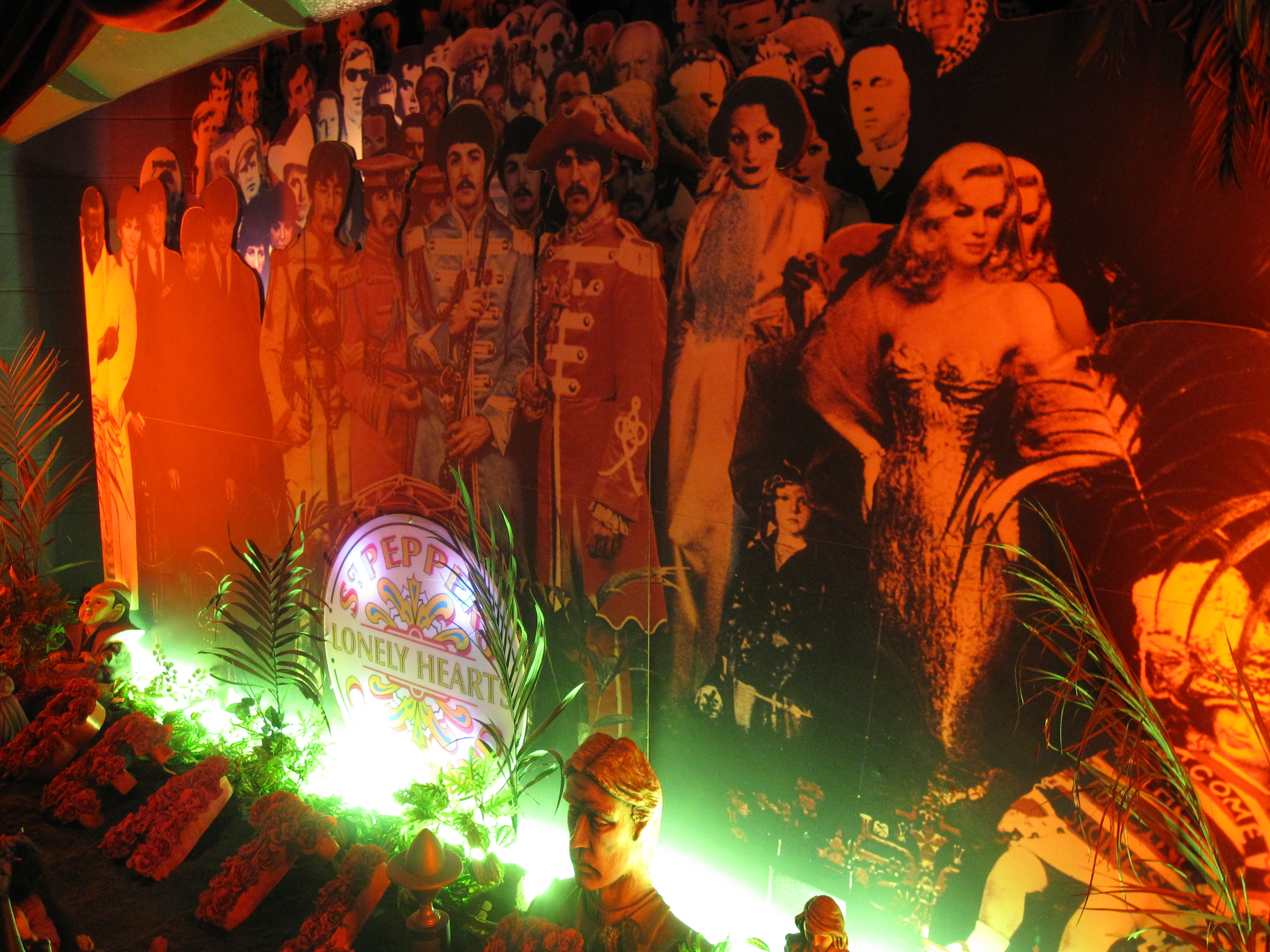
Beatles Museum, Liverpool

Das Cover des Albums wurde – in Zusammenarbeit mit Paul McCartney – von dem Galeristen Robert Fraser als Artdirector, dem Pop-Art-Künstler Peter Blake, seiner Frau Jann Haworth, Al Vandenberg und dem Fotografen Michael Cooper gestaltet. Die Fotosession fand am 30. März 1967 in den Londoner Chelsea Manor Studios von Michael Cooper statt. Das Albumcover ist ein herausragendes Werk in der Geschichte der Coverkunst. Das Gruppenbild mit Blumen zeigt die Beatles in bunten, von dem Kostümbildner Monty Berman entworfenen Fantasie-Uniformen, umringt von einer Gruppe von insgesamt 70 Persönlichkeiten aus aller Welt, montiert und vereint als eine Gemeinschaft der „neuen freien Menschen“, von denen Timothy Leary gesprochen hatte. Sie hatten eines gemeinsam: Sie versuchten die irdischen Gegensätze dieser Welt in irgendeiner Form bewusstseinsverändernd umzusetzen. Sie repräsentierten viele Einflüsse, die die Beatles und ihre Musik selbst prägten.
Davor befindet sich in einem Blumenbeet der aus roten Hyazinthen zusammengesetzte Schriftzug BEATLES mit einer Gitarre aus gelben Hyazinthen davor, umgeben von Utensilien wie Mobil-Fernseher, Buddha-Statuen, Wasserpfeifen, Gartenzwergen oder japanischen Steinfiguren. Die Idee, den Bandnamen mit Blumen zu gestalten, stammt nach eigener Aussage von Jann Haworth.
Folgende Berühmtheiten und Gegenstände sind auf dem Cover zu sehen (bei mehreren Erscheinungen Anzahl in Klammern):
- Sri Yukteswar Giri
- Sri Mahavatar Babaji
- Stan Laurel
- Richard Lindner
- Oliver Hardy
- Karl Marx
- H. G. Wells
- Dion DiMucci
- Karlheinz Stockhausen
- Sri Paramahansa Yogananda
- Alberto Vargas
- Friseurmodelle aus Wachs (2)
- Stuart Sutcliffe
- Max Miller
- The Petty Girl von George Petty (2)
- Marlon Brando
- Tom Mix
- Oscar Wilde
- David Livingstone
- Johnny Weissmüller
- Stephen Crane
- Issy Bonn
- Dylan Thomas
- George Bernard Shaw
- Horace Clifford Westermann
- Albert Stubbins
- Sri Lahiri Mahasaya
- Lewis Carroll
- T. E. Lawrence
- Shirley Temple (3; einmal als Stoffpuppe von Jann Haworth)
- eine Großmutterpuppe aus Stoff von Jann Haworth
- eine George-Harrison-Wachsfigur
- eine John-Lennon-Wachsfigur
- eine Ringo-Starr-Wachsfigur
- eine Paul-McCartney-Wachsfigur
- John Lennon mit einem Waldhorn
- Ringo Starr mit einer Trompete
- Paul McCartney mit einem Englischhorn
- George Harrison mit einer Flöte
- Tyrone Power
- Larry Bell
- Albert Einstein
- Bobby Breen
- Marlene Dietrich
- ein Legionär des Büffel-Ordens
- Diana Dors
- Sonny Liston
- ein mexikanischer Kerzenständer
- ein Mobil-Fernseher
- Steinfiguren (4; zwei Mädchenfiguren, eine Schneewittchenfigur und eine japanische)
- eine Statue aus John Lennons Haus
- eine Trophäe
- eine indische Puppe
- eine Große Trommel, handbemalt von Peter Blake[37]
- eine Wasserpfeife
- eine Schlange aus Samt
- ein Gartenzwerg
- ein Euphonium
- Tony Curtis
- Wallace Berman
- Tommy Handley
- Marilyn Monroe
- William S. Burroughs
- Aleister Crowley
- Mae West
- Lenny Bruce
- W. C. Fields
- Carl Gustav Jung
- Edgar Allan Poe
- Fred Astaire
- Richard Merkin
- Huntz Hall
- Simon Rodia
- Bob Dylan
- Aubrey Beardsley
- Robert Peel
- Aldous Huxley
- Terry Southern

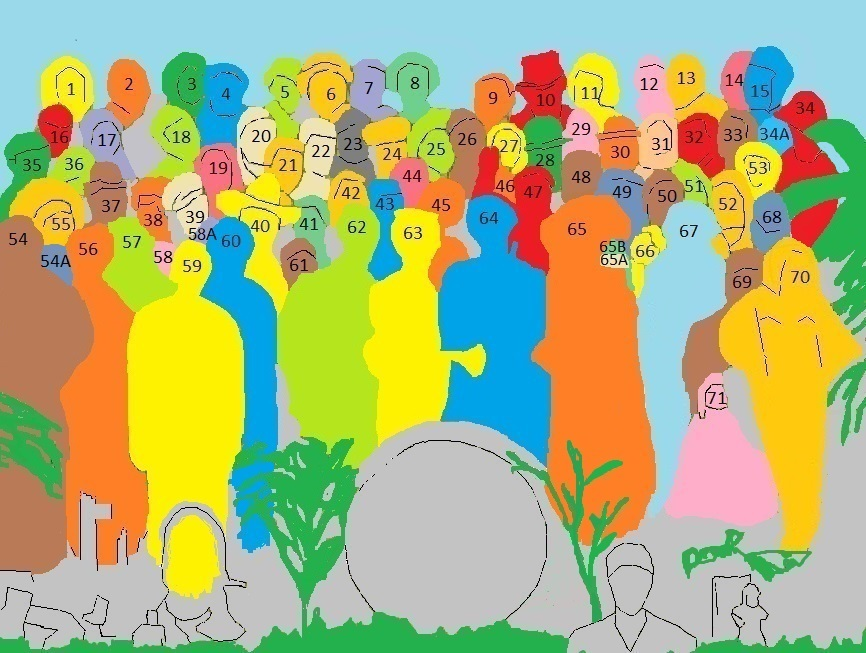
Anordnung der Personen auf dem Cover: (1) Sri Yukteswar Giri, (2) Aleister Crowley, (3) Mae West, (4) Lenny Bruce, (5) Karlheinz Stockhausen, (6) W. C. Fields, (7) Carl Gustav Jung, (8) Edgar Allan Poe, (9) Fred Astaire, (10) Richard Merkin, (11) The Varga Girl, (12) Leo Gorcey (vom endgültigen Cover entfernt), (13) Huntz Hall, (14) Simon Rodia, (15) Bob Dylan, (16) Aubrey Beardsley, (17) Robert Peel, (18) Aldous Huxley, (19) Dylan Thomas, (20) Terry Southern, (21) Dion DiMucci, (22) Tony Curtis, (23) Wallace Berman, (24) Tommy Handley, (25) Marilyn Monroe, (26) William S. Burroughs, (27) Sri Mahavatar Babaji, (28) Stan Laurel, (29) Richard Lindner, (30) Oliver Hardy, (31) Karl Marx, (32) H.G. Wells, (33) Paramahansa Yogananda, (34A) James Joyce, (34) Wachsfigur, (35) Stuart Sutcliffe, (36) Wachsfigur, (37) Max Miller, (38) The Petty Girl von George Petty, (39) Marlon Brando, (39B) Marcello Mastroianni, (40) Tom Mix, (41) Oscar Wilde, (42) Tyrone Power, (43) Larry Bell, (44) David Livingstone, (45) Johnny Weissmuller, (46) Stephen Crane, (47) Issy Bonn, (48) George Bernard Shaw, (49) H. C. Westermann, (50) Albert Stubbins, (51) Sri Lahiri Mahasaya, (52) Lewis Carroll, (53) T.E. Lawrence, (54) Sonny Liston, (54A) unbekannt (55) The Petty Girl (siehe [38] von George Petty, (56) George-Harrison-Wachsfigur, (57) John-Lennon-Wachsfigur, (58) Shirley Temple, (58A) Marcello Mastroianni, (59) Ringo-Starr-Wachsfigur, (60) Paul-McCartney-Wachsfigur, (61) Albert Einstein, (62) John Lennon, (63) Ringo Starr, (64) Paul McCartney, (65) George Harrison, (65A) Bette Davis, (65B) Timothy Carey, (66) Bobby Breen, (67) Marlene Dietrich, (68) Gandhi, (69) ein amerikanischer Veteran, (70) Diana Dors, (71) Shirley Temple

Die gezeigten Doppelgänger entstammen Madame Tussauds Londoner Wachsfigurenkabinett. John Lennon hatte sich auch Jesus, Elvis Presley und Adolf Hitler für das Cover gewünscht. Der vorbereitete Pappaufsteller von Hitler wurde aber während der Vorbereitungen für die Aufnahme nicht verwendet, da Bedenken wegen einer Kontroverse bestanden, die Beatles könnten ihn – und damit den Nationalsozialismus – verherrlichen wollen. Ein Abbild Jesu wurde erst gar nicht vorbereitet wegen des Presserummels nach Lennons Äußerung („Wir [die Beatles] sind populärer als Jesus“) wenige Monate zuvor. Mahatma Gandhi war auf der Originalaufnahme vertreten, wurde aber im fertigen Bild retuschiert, da EMI fürchtete, man würde die Band beschuldigen, sich über Gandhi lustig zu machen. Ebenfalls nachträglich entfernt wurde Schauspieler Leo Gorcey, da er für das Abbilden seines Konterfeis auf dem Albumcover eine Bezahlung erwartete.
Die Shirley-Temple-Puppe auf der rechten Seite des Fotos, die von Jann Haworth angefertigt worden war, trägt ein Sweatshirt mit der Aufschrift „Welcome The Rolling Stones“ und „Good Guys“. Das Sweatshirt stammte von Michael Coopers jungem Sohn Adam.
Ringo Starr sagte zum Cover: „Sgt. Pepper war ein besonderes Album, und deswegen wollten wir uns verkleiden, als es um die Plattenhülle ging, wir wollten diese Leute sein, all die „Peppers“. Das war Flower-Power auf ihrem Höhepunkt. Es war Liebe und Frieden, es war eine sagenhafte Zeit, für mich und die Welt.“
Paul McCartney sagte zum Cover: „Wir beteiligten Künstler an der Sache. Ich war sehr gut mit dem Londoner Kunsthändler Robert Fraser befreundet, einem Typ mit einem der besten Blicke für Visuelles, die ich je kennengelernt habe. Es war sehr spannend, damals mit ihm befreundet zu sein, und ich zeigte ihm die ganze Cover-Idee für das Album. Er vertrat den Künstler Peter Blake und war sehr eng mit dem Fotografen Michael Cooper befreundet. Robert sagte: ‚Lass Michael ein paar Aufnahmen machen. Peter kann einen Hintergrund entwerfen, und dann stellen wir das zu einer Collage zusammen.‘ John wollte ein paar exzentrische Typen wie Hitler und Jesus, weil er einfach dreist und frech sein wollte. Er stand darauf, Risiken einzugehen, und ich wusste, was er tat. Ich war nicht damit einverstanden, aber er versuchte nur exzentrisch zu sein, das war alles. Robert Fraser und Michael Cooper waren Kumpel der Rolling Stones, so wie wir auch, und sie sagten: ‚Es wäre doch toll, wenn es hier eine Anspielung auf die Stones gäbe.‘ Also brachten wir die in einer Ecke unter.“
Mehrere Künstler parodierten später dieses Cover, darunter beispielsweise Frank Zappa und die Mothers of Invention auf ihrem 1968 erschienenen Album We’re Only in It for the Money sowie die Kölner Gruppe Bläck Fööss auf ihrem Album Et es 20 Johr jenau jetz her. Selbst eine offizielle russische Version mit kyrillischen Buchstaben in der Beschriftung der Trommel existiert.
Die Rückseite des Covers ist in einem kräftigen Rotton gehalten. Erstmals auf einem Beatles-Album sind hier die Liedtexte komplett aufgeführt. Auf dem Rückseitenfoto sind die Beatles in den gleichen Fantasie-Uniformen wie auf der Frontseite zu sehen. Lediglich Paul McCartney steht mit dem Rücken zum Betrachter und wirkt größer als seine Kollegen – für Verschwörungstheoretiker ein Hinweis darauf, dass McCartney 1966 durch einen Doppelgänger ersetzt wurde, nachdem er bei einem Verkehrsunfall angeblich ums Leben gekommen sei (siehe hierzu: Paul is dead).
Auf der Innenseite des Klappcovers sind wieder alle vier Beatles in ihren Fantasie-Uniformen abgebildet. Die Bandmitglieder tragen den ihnen 1965 als Member verliehenen Orden Order of the British Empire. Auch dieses Foto stammte wie alle anderen des Covers von Michael Cooper.
Im Jahr 2004 begann Jann Haworth in Salt Lake City im US-Bundesstaat Utah die Arbeit an SLC PEPPER, einem 15 Meter breiten und 9 Meter hohen Wandbild, das eine zeitgemäße bürgerliche Version des Sgt.-Pepper-Covers darstellen soll. Zusammen mit mehr als 30 lokalen, nationalen und internationalen Künstlern schuf Haworth ein neues Set von „Heldinnen und Helden des 21. Jahrhunderts“ in Schablonen-Graffiti, die jeweils eine der ursprünglich dargestellten Persönlichkeiten ersetzen. Von den Beatles sind nur noch Umrisse zu sehen. SLC PEPPER soll als fortlaufendes Kunstprojekt weiterentwickelt werden.

## Titelliste
Mit Ausnahme des Titels Within You Without You, der von George Harrison komponiert wurde, stammen alle Lieder von Lennon/McCartney.
Seite 1
| Nr. | Lied                                  | Autor            | Leadgesang | Länge Stereoversion | Länge Monoversion |
| --- | ------------------------------------- | ---------------- | ---------- | ------------------- | ----------------- |
| 01  | Sgt. Pepper’s Lonely Hearts Club Band | Lennon/McCartney | McCartney  | 2:03                | 2:03              |
| 02  | With a Little Help from My Friends    | Lennon/McCartney | Starr      | 2:44                | 2:45              |
| 03  | Lucy in the Sky with Diamonds         | Lennon/McCartney | Lennon     | 3:28                | 3:28              |
| 04  | Getting Better                        | Lennon/McCartney | McCartney  | 2:48                | 2:47              |
| 05  | Fixing a Hole                         | Lennon/McCartney | McCartney  | 2:37                | 2:38              |
| 06  | She’s Leaving Home                    | Lennon/McCartney | McCartney  | 3:35                | 3:26              |
| 07  | Being for the Benefit of Mr. Kite!    | Lennon/McCartney | Lennon     | 2:38                | 2:39              |

Seite 2
| Nr. | Lied                                            | Autor            | Leadgesang                     | Länge Stereoversion | Länge Monoversion |
| --- | ----------------------------------------------- | ---------------- | ------------------------------ | ------------------- | ----------------- |
| 08  | Within You Without You                          | Harrison         | Harrison                       | 5:05                | 5:08              |
| 09  | When I’m Sixty-Four                             | Lennon/McCartney | McCartney                      | 2:38                | 2:40              |
| 10  | Lovely Rita                                     | Lennon/McCartney | McCartney                      | 2:42                | 2:46              |
| 11  | Good Morning Good Morning                       | Lennon/McCartney | Lennon                         | 2:41                | 2:35              |
| 12  | Sgt. Pepper’s Lonely Hearts Club Band (Reprise) | Lennon/McCartney | McCartney, Lennon und Harrison | 1:19                | 1:19              |
| 13  | A Day in the Life                               | Lennon/McCartney | Lennon und McCartney           | 5:39                | 5:36              |

Die Längen der Lieder basieren jeweils auf den 2009er CD-Versionen.
Während die Nadel des Plattenspielers über die Auslaufrille der zweiten LP-Seite gleitet, ist auf frühen Pressungen ein hoher Pfeifton von 15 kHz zu hören, der Aufmerksamkeit bei zuhörenden Hunden wecken sollte. In der (konzentrischen) Endrille selbst findet sich der versteckte Titel Sgt. Pepper’s Inner Groove (The Run-Out Groove), der selbst zwar nur etwa zwei Sekunden dauert, allerdings (nur auf manuell zu bedienenden Plattenspielern) bis ins Unendliche wiederholt wird. Manche behaupten, rückwärts abgespielt sei der Satz “Will Paul return as superman?” zu hören (siehe Paul is dead), andere hören den Satz “We’ll fuck you like the supermen” heraus. In der Biografie von Barry Miles aus dem Jahr 1997 griff McCartney diesen Punkt auf und berichtete von Leuten, die sich bei ihm über die „Schweinereien“ in der Auslaufrille beschwert hatten. Er stellte klar, dass der Satz nach seiner Erinnerung “Couldn’t really be any other” lautete. Walter Everett dagegen deutet die Phrase von McCartney als „Never could be any other way“ und nennt als Aufnahmedatum den 21. April 1967. Der Pfeifton und die bespielte Leerrille entfielen bei späteren Pressungen beziehungsweise wurden als normaler Track hinter A Day in the Life angehängt.
Sgt. Pepper’s Inner Groove wurde auf der US-amerikanischen Version des Albums nicht gepresst, es erschien erst am 24. März 1980 auf dem US-amerikanischen Album The Beatles Rarities.

## Aufnahmedaten
Die Aufnahmen für das Album fanden zwischen dem 24. November 1966 und 20. April 1967 ausschließlich in den Abbey Road Studios (Studio 1, 2 und 3) in London unter der Produktionsleitung von George Martin statt. Toningenieur der Aufnahmen war Geoff Emerick, seine Assistenten waren Phil McDonald, Richard Lush, Ken Scott und Adrian Ibbetson. Bei den Aufnahmen zu Getting Better waren Malcolm Addey, Ken Townshend und Graham Kirkby die Toningenieure, bei dem Lied Fixing a Hole war es Adrian Ibbetson. Neben George Martin wirkten bei weiteren neun Liedern Gastmusiker mit.
Folgende Lieder wurden nicht als Musikgruppe eingespielt: Within You Without You wurde mit George Harrison und Gastmusikern aufgenommen, bei She’s Leaving Home wirkten nur Paul McCartney und John Lennon und Gastmusiker mit.
| Nr. | Lied                                                                      | Aufnahmedaten                                                          | Studio                                   | Musiker | Tonträger (Erstveröffentlichung)          |
| --- | ------------------------------------------------------------------------- | ---------------------------------------------------------------------- | ---------------------------------------- | --- | ----------------------------------------- |
| 01  | Strawberry Fields Forever                                                 | 24., 28., 29. Nov. 1966, 08., 9., 15., 21. + 22. Dez. 1966             | Abbey Road Studio 2                      | - John Lennon: Leadgitarre, Bongos, Gesang - Paul McCartney: Bass, Bongos, Mellotron, Pauke - George Harrison: Mellotron, Svaramandal, Maracas, Perkussion - Ringo Starr: Schlagzeug, Perkussion - George Martin: Mellotron - Mal Evans: Tamburin - Neil Aspinall: Guiro - Terry Doran: Maracas - Tony Fisher, Greg Bowen, Derek Watkins, Stanley Roderick: Trompete - John Hall, Derek Simpson, Norman Jones: Cello | Single-A-Seite                            |
| 02  | Pantomime: Everywhere It’s Christmas The Beatles’ Fourth Christmas Record | 25. Nov. 1966                                                          | Dick James Studio                        | - John Lennon: Sprache, Gesang - Paul McCartney: Klavier, Sprache, Gesang - George Harrison: Sprache, Gesang - Ringo Starr: Sprache, Gesang - Mal Evans: Sprache | Flexi-Disk für Beatles-Fanclub-Mitglieder |
| 03  | When I’m Sixty-Four                                                       | 6., 8., 20. + 21. Dez. 1966                                            | Abbey Road Studio 1 und 2                | - John Lennon: Gitarre, Hintergrundgesang - Paul McCartney: Bass, Klavier, Gesang, Hintergrundgesang - George Harrison: Hintergrundgesang - Ringo Starr: Schlagzeug, Röhrenglocken - Robert Burns, Henry Mac Kenzie, Frank Reidy: Klarinette | Sgt. Pepper’s Lonely Hearts Club Band     |
| 04  | Penny Lane                                                                | 29. + 30. Dez. 1966, 04. – 6. Jan. 1967, 09., 10., 12. + 17. Jan. 1967 | Abbey Road Studio 2 und 3                | - John Lennon: Rhythmusgitarre, Akustikgitarre, Klavier, Händeklatschen, Hintergrundgesang - Paul McCartney: Bass, Klavier, Harmonium, Händeklatschen, Gesang - George Harrison: Leadgitarre, Händeklatschen, Hintergrundgesang - Ringo Starr: Schlagzeug, Röhrenglocken, Tamburin - Ray Swinfield, P. Goody, Manny Winters, Dennis Walton: Flöte - David Mason, Leon Calvert, Freddy Clayton, Bert Courrtley, Duncan Campbell: Trompete und Flügelhorn - Dick Morgan, Mike Winfield: Oboe - Frank Clarke: Kontrabass | Single-A-Seite                            |
| 05  | Carnival of Light                                                         | 05. Jan. 1967                                                          | Abbey Road Studio 2                      | - John Lennon: ? - Paul McCartney: ? - George Harrison: ? - Ringo Starr: ? | unveröffentlicht                          |
| 06  | A Day in the Life                                                         | 19. + 20. Jan. 1967, 03., 10. + 22. Feb. 1967                          | Abbey Road Studio 1 und 2                | - John Lennon: Akustikgitarre, Klavier, Gesang - Paul McCartney: Bass, Klavier, Gesang - George Harrison: Maracas - Ringo Starr: Schlagzeug, Congas - George Martin: Harmonium - Mal Evans: Klavier, Wecker, Stimme die anzählt - Erich Grünberg, Granville Jones, Bill Monro, Jürgen Hess, Hans Geiger, D. Bradley, Lionel Bentley, David McCallum, Donald Weekes, Henry Datyner, Sidney Sax, Ernest Scott: Geige - John Underwood, Gwynne Edwards, Bernard Davis, John Meek: Bratsche - Francisco Gabarro, Dennis Vigay, Alan Daziel, Alex Nifosi: Cello - Cyril MacArthur, Gordon Pearce: Kontrabass - John Marston: Harfe - Basil Tschaikov, Jack Brymer: Klarinette - Roger Lord: Oboe - N. Fawcett, Alfred Waters: Fagott - Clifford Seville, David Sandeman: Flöte - Alan Civil, Neil Sanders: Waldhorn - David Mason, Monty Montgomery, Harold Jackson: Trompete - Raymond Brown, Raymond Premru, T. Moore: Posaune - Michael Barnes: Tuba - Tristan Fry: Pauke | Sgt. Pepper’s Lonely Hearts Club Band     |
| 07  | Sgt. Pepper’s Lonely Hearts Club Band                                     | 01. + 2. Feb. 1967, 03. + 6. März 1967                                 | Abbey Road Studio 2                      | - John Lennon: Leadgitarre, Hintergrundgesang - Paul McCartney: Bass, Leadgitarre, Gesang - George Harrison: Leadgitarre, Hintergrundgesang - Ringo Starr: Schlagzeug - James W. Buck, Neil Sanders, Tony Randall, John Burden: Waldhorn | Sgt. Pepper’s Lonely Hearts Club Band     |
| 08  | Good Morning Good Morning                                                 | 08. + 16. Feb. 1967, 13., 28. + 29. März 1967                          | Abbey Road Studio 2 und 3                | - John Lennon: Rhythmusgitarre, Gesang (zweifach) - Paul McCartney: Bass, Schlagzeug, Leadgitarre, Hintergrundgesang - George Harrison: Leadgitarre, Hintergrundgesang - Ringo Starr: Schlagzeug, Tamburin - Barrie Cameron, David Glyde, Alan Holmes: Saxofon - John Lee: Posaune | Sgt. Pepper’s Lonely Hearts Club Band     |
| 09  | Fixing a Hole                                                             | 09. + 21. Feb. 1967                                                    | Regent Sound Studio, Abbey Road Studio 2 | - John Lennon: Bass, Hintergrundgesang - Paul McCartney: Bass, Leadgitarre, Cembalo, Gesang (zweifach) - George Harrison: Leadgitarre, Hintergrundgesang - Ringo Starr: Schlagzeug, Maracas - George Martin: Cembalo | Sgt. Pepper’s Lonely Hearts Club Band     |
| 10  | Only a Northern Song                                                      | 13. + 14. Feb. 1967, 20. Apr. 1967                                     | Abbey Road Studio 2                      | - John Lennon: Klavier, Glockenspiel - Paul McCartney: Bass, Trompete - George Harrison: Orgel, Gesang - Ringo Starr: Schlagzeug | Yellow Submarine                          |
| 11  | Being for the Benefit of Mr. Kite!                                        | 17. + 20. Feb. 1967, 28., 29. + 31. März 1967                          | Abbey Road Studio 2 und 3                | - John Lennon: Hammondorgel, Gesang - Paul McCartney: Bass, Akustische Gitarre, Leadgitarre - George Harrison: Mundharmonika, Tamburin - Ringo Starr: Schlagzeug, Mundharmonika - Mal Evans, Neil Aspinall: Mundharmonika - George Martin: Harmonium, Orgel, Mellotron, Glockenrassel | Sgt. Pepper’s Lonely Hearts Club Band     |
| 12  | Lovely Rita                                                               | 23. + 24. Feb. 1967, 07. + 21. März 1967                               | Abbey Road Studio 2                      | - John Lennon: Akustikgitarre, Papier und Kamm, Hintergrundgesang - Paul McCartney: Bass, Klavier, Papier und Kamm, Gesang - George Harrison: Akustikgitarre, Papier und Kamm, Hintergrundgesang - Ringo Starr: Schlagzeug, Papier und Kamm - George Martin: Klavier | Sgt. Pepper’s Lonely Hearts Club Band     |
| 13  | Lucy in the Sky with Diamonds                                             | 28. Feb. – 01. und 2. März 1967                                        | Abbey Road Studio 2                      | - John Lennon: Leadgitarre, Gesang (zweifach) - Paul McCartney: Bass, Orgel, Hintergrundgesang - George Harrison: Leadgitarre, Akustikgitarre, Tambura - Ringo Starr: Schlagzeug | Sgt. Pepper’s Lonely Hearts Club Band     |
| 14  | Getting Better                                                            | 09., 10., 21., 23. März 1967                                           | Abbey Road Studio 2                      | - John Lennon: Leadgitarre, Hintergrundgesang - Paul McCartney: Leadgitarre, Bass, Elektrisches Klavier, Gesang (zweifach) - George Harrison: Leadgitarre, Tambura, Hintergrundgesang - Ringo Starr: Schlagzeug, Conga | Sgt. Pepper’s Lonely Hearts Club Band     |
| 15  | Within You Without You                                                    | 15. + 22. März 1967, 03. + 4. Apr. 1967                                | Abbey Road Studio 1 und 2                | - George Harrison: Tambura, Sitar, Gesang - Neil Aspinall: Tambura - Erich Grünberg, Alan Loveday, Julien Gaillard, Paul Scherman, Ralph Elman, David Wolfsthal, Jack Rothstein, Jack Greene: Geige - Reginald Kilbey, Allen Ford, Peter Beavan: Cello - Buddhadev Kansara: Tambura - Amiya Dasgupta: Tabla - Anna Joshi, Amrit Gajjar: Dilruba - unbekannte indische Musiker: Esraj, Svarmandal | Sgt. Pepper’s Lonely Hearts Club Band     |
| 16  | She’s Leaving Home                                                        | 17. + 20. März 1967                                                    | Abbey Road Studio 2                      | - John Lennon: Gesang - Paul McCartney: Gesang - Erich Grünberg, Derek Jakobs, Trevor Williams, Jose Luis Garcia: Geige - John Underwood, Stephen Shingles: Bratsche - Dennis Vigay, Alan Dalziel: Cello - Gordon Pearce: Kontrabass - Sheila Bromberg: Harfe | Sgt. Pepper’s Lonely Hearts Club Band     |
| 17  | With a Little Help from My Friends                                        | 29. + 30. März 1967                                                    | Abbey Road Studio 2                      | - John Lennon: Kuhglocke, Rhythmusgitarre, Hintergrundgesang - Paul McCartney: Bass, Klavier, Hintergrundgesang - George Harrison: Leadgitarre, Hintergrundgesang - Ringo Starr: Schlagzeug, Tamburin, Gesang - George Martin: Hammondorgel | Sgt. Pepper’s Lonely Hearts Club Band     |
| 18  | Sgt. Pepper’s Lonely Hearts Club Band (Reprise)                           | 01. Apr. 1967                                                          | Abbey Road Studio 1                      | - John Lennon: Rhythmusgitarre, Hintergrundgesang - Paul McCartney: Bass, Hammondorgel, Gesang - George Harrison: Leadgitarre, Hintergrundgesang - Ringo Starr: Schlagzeug, Tamburin, Maracas, Hintergrundgesang | Sgt. Pepper’s Lonely Hearts Club Band     |
| 19  | The Run-Out Groove                                                        | 21. Apr. 1967                                                          | Abbey Road Studio 2                      | - John Lennon: Sprache - Paul McCartney: Sprache - George Harrison: Sprache - Ringo Starr: Sprache | Sgt. Pepper’s Lonely Hearts Club Band     |

## Billy Shears
Billy Shears war das Pseudonym von Ringo Starr auf dem Album. Billy Shears wird dabei nur im Titelsong erwähnt, wo er als Sänger für das folgende Lied With a Little Help From My Friends angekündigt wird:
 “So let me introduce to you the one and only Billy Shears.”
Der Name Billy Shears tauchte 1973 in Ringo Starrs Lied I’m the Greatest (einer Komposition von John Lennon) ein zweites Mal auf:
 “Yes, my name is Billy Shears, you know it has been for so many years.”
Es wird manchmal im Zusammenhang mit der oben erwähnten Paul-is-dead-Theorie dargestellt, dass Billy Shears in Wirklichkeit ein Hinweis auf den Sänger William Shears Campbell gewesen sei, der McCartney nach dessen (angeblichem) Tod im Jahr 1966 ersetzt habe.
Im 1978 von der RSO produzierten Spielfilm Sgt. Pepper’s Lonely Hearts Club Band wird die Figur Billy Shears vom britischen Musiker Peter Frampton gespielt.

## Wiederveröffentlichungen

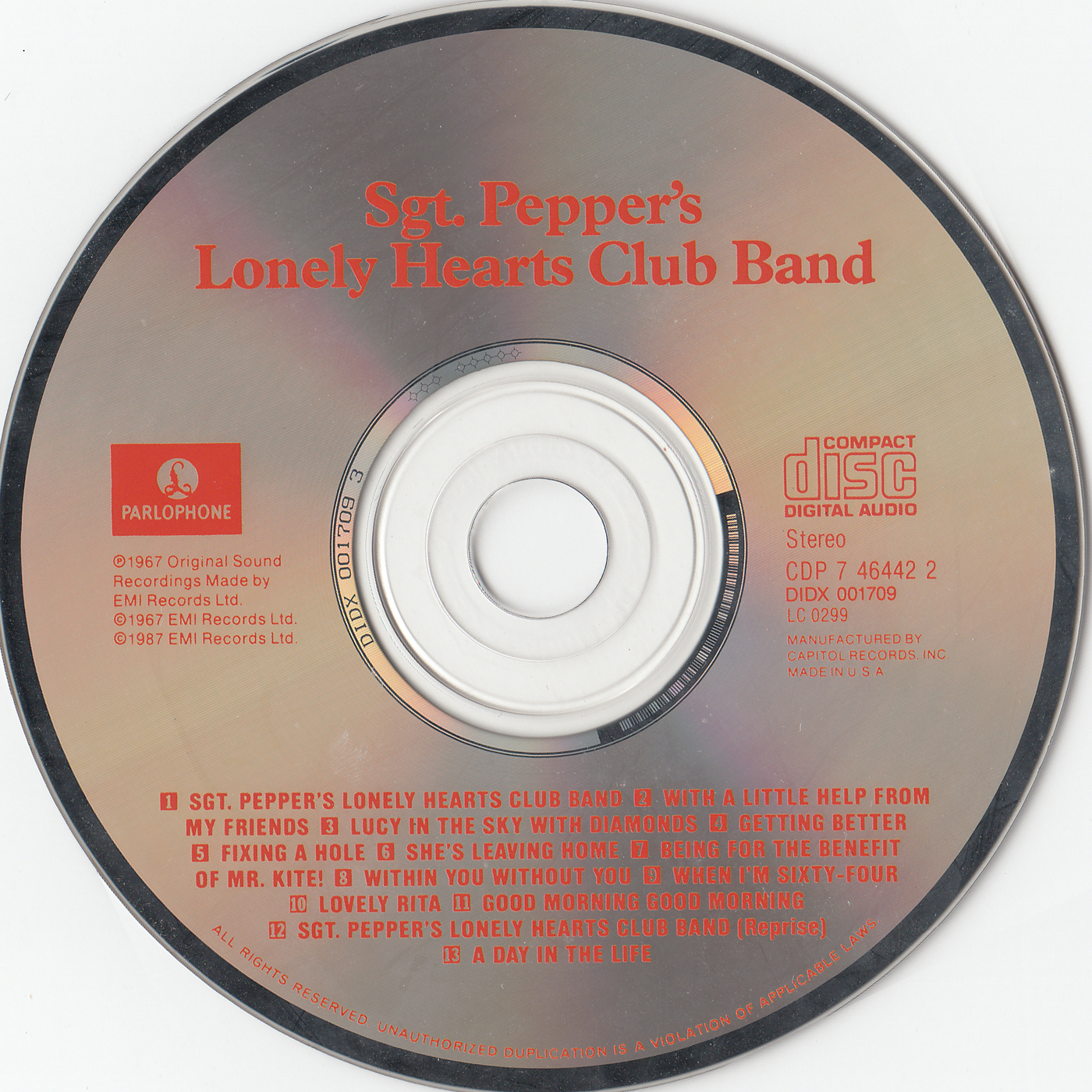
Sgt. Pepper’s Lonely Hearts Club Band – CD, 1987

- Am 1. Juni 1987 erfolgte die Erstveröffentlichung des Albums Sgt. Pepper’s Lonely Hearts Club Band als CD ausschließlich in einer Stereoabmischung. Das Mastering wurde neben George Martin vom Toningenieur der Abbey Road Studios Mike Jarrett überwacht. Der CD liegt ein 34-seitiges bebildertes Begleitheft bei, das neben Fotos von den Beatles ein Vorwort von George Martin, Erläuterungen zum Album und den einzelnen Liedern von Mark Lewisohn, Erläuterungen zum Cover von Peter Blake, allgemeine Informationen über das Cover und die Liedtexte enthält. Das Plastikcover und das Begleitheft befinden sich in einer Papphülle.
- Am 9. September 2009 erschien das Album remastert in einer Stereoabmischung als CD und als Teil des The Beatles Stereo Box Sets. Die remasterte Monoversion war als Teil der Box The Beatles in Mono, ebenfalls seit 9. September 2009, erhältlich. Die Stereoversion der im Jahr 2009 wiederveröffentlichten CD wurde von Guy Massey und Steve Rooke, die Monoversion von Paul Hicks, Sean Magee und Guy Massey remastert. Während die Mono-CD der originalen LP-Version in der Covergestaltung einschließlich des Ausschneidebogens im Miniformat nachempfunden ist, wurde das aufklappbare CD-Pappcover der Stereoversion von Drew Lorimer neu gestaltet. Weiterhin beinhaltet die Stereo-CD ein 32-seitiges Begleitheft, das neben Fotos von den Beatles ein Vorwort von Paul McCartney und George Martin, Erläuterungen zum Album und den einzelnen Liedern von Mark Lewisohn, Erläuterungen zum Cover von Peter Blake, allgemeine Informationen über das Cover, Liedtexte, Informationen zum Album von Kevin Howlett und Mike Heatley sowie Informationen zu den Aufnahmen von Allan Rouse und Kevin Howlett enthält. Die CD beinhaltet eine Dokumentation im QuickTime-Format, bestehend aus Videoausschnitten sowie modifizierten Bildern zu den Studiosessions; untermalt durch angespielte Musiktitel, Outtakes oder Studiogespräche des Albums.
- Die remasterte Stereo-Vinyl-Langspielplatte wurde im November 2012 mit dem The Beatles Remastered Vinyl Box Set, die remasterte Mono-Vinyl-Langspielplatte im September 2014 mit der Box The Beatles In Mono veröffentlicht.
- Die Erstveröffentlichung im Download-Format erfolgte am 16. November 2010 bei iTunes, ab dem 24. Dezember 2015 war das Album auch bei anderen Anbietern und bei Streaming-Diensten verfügbar.[46][47]
- Ab Dezember 2019 wurde Sgt. Pepper’s Lonely Hearts Club Band im Dolby-Atmos-Mix von Streaming-Diensten veröffentlicht. Die Abmischung erfolgte von Giles Martin[48], 2021 erfolgte von Martin eine weitere Abmischung in Dolby Atmos.[49]

## 50-jährige Jubiläumsausgabe

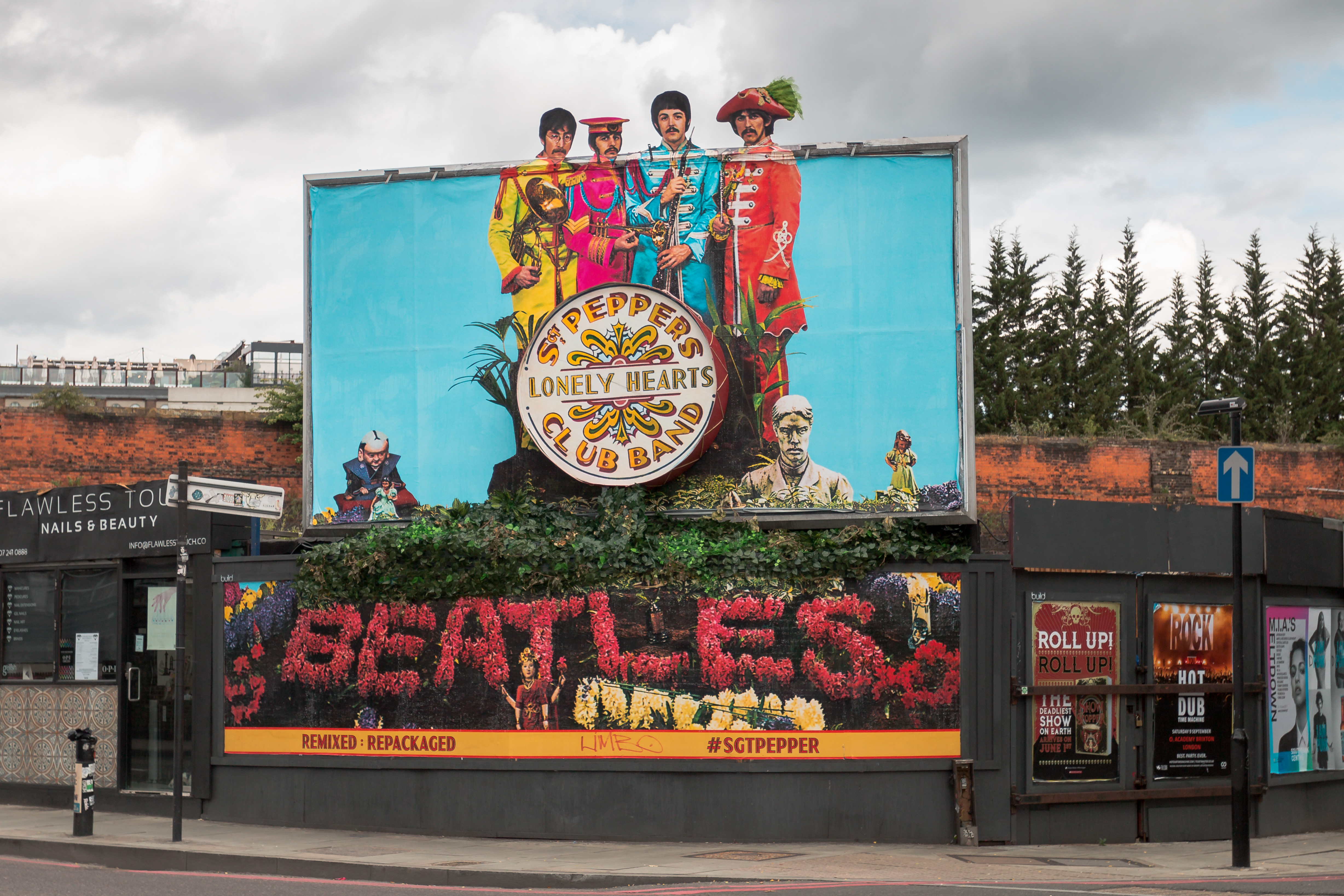
Werbung für die 50-jährige Jubiläumsausgabe von Sgt. Pepper in London

Zum 50-jährigen Jubiläum, am 26. Mai 2017, wurde das Album Sgt. Pepper’s Lonely Hearts Club Band erneut wiederveröffentlicht. Giles Martin mischte mit dem Toningenieur Sam Okell das Album neu ab. Ziel war es, eine Stereoabmischung herzustellen, die sich an der originalen Monoabmischung aus dem Jahr 1967 orientiert. Die 5.1-Version des Albums sowie die Aufnahmen der Sessions wurden ebenfalls von Giles Martin und Sam Okell abgemischt. Die Lieder Strawberry Fields Forever und Penny Lane wurden als Bonustitel der Doppel-CD und dem Box-Set hinzugefügt. Nicht enthalten sind die Lieder Only a Northern Song und Carnival of Light. Das Mastering für die Stereoaufnahmen erfolgte von Miles Showell und Sean Magee. Für die Audiorestauration war James Clarke zuständig. Das neue Design wurde von Darren Evans gestaltet.
Das Album wurde am 26. Mai 2017 in vier Versionen wiederveröffentlicht, am 15. Dezember 2017 folgten noch zwei weitere Versionen:

### Einfach-CD
Die Anniversary Edition beinhaltet ein 32-seitiges Begleitheft mit einem Vorwort von Paul McCartney vom März 2017, einem Text von George Martin aus dem Jahr 1987, einem Vorwort von Giles Martin, Hintergrundinformationen zum Album und zum Cover, den Texten der Lieder sowie diversen Bildern:
- Sgt. Pepper (2017 Stereo Mix)

### Deluxe Doppel-CD
Die Deluxe Edition wird von einer Papp-Box umfasst, diese beinhaltet ein 60-seitiges Begleitheft mit einem Vorwort von Paul McCartney vom März 2017, einem Text von George Martin aus dem Jahr 1987, einem Vorwort von Giles Martin, Hintergrundinformationen zum Album und zum Cover, Daten zu den Aufnahmen und zu den einzelnen Liedern, den Texten der Lieder sowie diversen Bildern. Die beiden CDs sind einem Aufklappcover eingelegt, das den Originalausschneidebogen in CD-Format beinhaltet.
CD 1:
- Sgt. Pepper (2017 Stereo Mix)

CD 2:
1. Sgt. Pepper’s Lonely Hearts Club Band (Take 9) – 2:37
2. With A Little Help From My Friends (Take 1 – False Start And Take 2 – Instrumental) – 3:15
3. Lucy In The Sky With Diamonds (Take 1) – 3:40
4. Getting Better (Take 1 – Instrumental And Speech At The End) – 2:19
5. Fixing A Hole (Speech And Take 3) – 3:28
6. She’s Leaving Home (Take 1 – Instrumental) – 3:49
7. Being For The Benefit Of Mr. Kite! (Take 4) – 3:08
8. Within You Without You (Take 1 – Indian Instruments) – 5:33
9. When I’m Sixty-Four (Take 2) – 3:00
10. Lovely Rita (Speech And Take 9) – 3:05
11. Good Morning Good Morning (Take 8) – 2:47
12. Sgt. Pepper’s Lonely Hearts Club Band (Reprise) (Take 8) – 2:00
13. A Day In The Life (Take 1 With Hummed Last Chord) – 4:41
14. Strawberry Fields Forever (Take 7) – 3:17
15. Strawberry Fields Forever (Take 26) – 3:19
16. Strawberry Fields Forever (Stereo Mix – 2015) – 4:10
17. Penny Lane (Take 6 – Instrumental) – 2:56
18. Penny Lane (Stereo Mix – 2017) – 3:00

### Vinyl (180g, LP)
Am 15. Dezember 2017 wurde das Vinyl-Einzelalbum (2017 Stereo Mix) veröffentlicht.

### Picture Disc
Am 15. Dezember 2017 erschien das Album (2017 Stereo Mix) als Picture Disc.

### Deluxe Vinyl (180g, 2 LPs)
Die Doppel-LP beinhaltet den Ausschneidebogen sowie einen vierseitigen Aufklappbogen mit Informationen zum Album und zum Cover, Daten zu den Aufnahmen und zu den einzelnen Liedern.
LP 1:
- Sgt. Pepper (2017 Stereo Mix)

LP 2:
Seite 1
1. Sgt. Pepper’s Lonely Hearts Club Band (Take 9 And Speech)
2. With A Little Help From My Friends (Take 1 – False Start And Take 2 – Instrumental)
3. Lucy In The Sky With Diamonds (Take 1)
4. Getting Better (Take 1 – Instrumental And Speech At The End)
5. Fixing A Hole (Speech And Take 3)
6. She’s Leaving Home (Take 1 – Instrumental)
7. Being For The Benefit Of Mr. Kite! (Take 4)

Seite 2
1. Within You Without You (Take 1 – Indian Instruments)
2. When I’m Sixty-Four (Take 2)
3. Lovely Rita (Speech And Take 9)
4. Good Morning Good Morning (Take 8)
5. Sgt. Pepper’s Lonely Hearts Club Band (Reprise) (Take 8)
6. A Day In The Life (Take 1 With Hummed Last Chord)

### Box (4 CDs / DVD / Blu-ray)

Reproduktion eines Zirkusposters von Pablo Fanque aus dem Jahr 1843, das John Lennon zum Lied Being for the Benefit of Mr. Kite! inspirierte

Das Boxset wird von einer Papp-Box im LP-Format umfasst und hat ein Cover in Form eines 3D-Displays. Die Box beinhaltet ein 148-seitiges Buch im LP-Format mit einem Vorwort von Paul McCartney vom März 2017, einem Text von George Martin aus dem Jahr 1987, einem Vorwort von Giles Martin, Hintergrundinformationen zum Album und zum Cover, Daten zu den Aufnahmen und zu den einzelnen Liedern sowie weiteren Informationen und Beschreibungen (The London Underground, The World in 1967, Sgt. Pepper’s Musical Revolution, Sgt. Pepper arrives, Sgt. Pepper in America), den Texten der Lieder sowie diversen Bildern. Die vier CDs, die DVD und Blu-ray sind in einem Aufklappcover eingelegt, das dem LP-Cover von Sgt. Pepper nachgebildet ist. Der Box wurde noch ein Nachdruck eines Werbeposters aus dem Jahr 1967 sowie das Zirkusposter von Pablo Fanque und der seinerzeitige Ausschneidebogen beigelegt.
CD 1:
- Sgt. Pepper (2017 Stereo Mix)

CD 2:
1. Strawberry Fields Forever (Take 1) – 2:40
2. Strawberry Fields Forever (Take 4) – 3:00
3. Strawberry Fields Forever (Take 7) – 3:17
4. Strawberry Fields Forever (Take 26) – 3:19
5. Strawberry Fields Forever (Stereo Mix – 2015) – 4:10
6. When I’m Sixty-Four (Take 2) – 3:00
7. Penny Lane (Take 6 – Instrumental) – 2:56
8. Penny Lane (Vocal Overdubs And Speech) – 1:47
9. Penny Lane (Stereo Mix – 2017) – 3:00
10. A Day In The Life (Take 1) – 4:41
11. A Day In The Life (Take 2) – 4:49
12. A Day In The Life (Orchestra Overdub) – 0:56
13. A Day In The Life (Hummed Last Chord – Takes 8, 9, 10 and 11) – 1:55
14. A Day In The Life (The Last Chord) – 1:55
15. Sgt. Pepper’s Lonely Hearts Club Band (Take 1 – Instrumental) – 2:34
16. Sgt. Pepper’s Lonely Hearts Club Band (Take 9 And Speech) – 2:37
17. Good Morning Good Morning (Take 1 – Instrumental, Breakdown) – 1:04
18. Good Morning Good Morning (Take 8) – 2:47

CD 3:
1. Fixing A Hole (Take 1) – 3:00
2. Fixing A Hole (Speech And Take 3) – 3:28
3. Being For The Benefit Of Mr. Kite! (Speech From Before Take 1; Take 4 And Speech At End) – 3:08
4. Being For The Benefit Of Mr. Kite! (Take 7) – 2:35
5. Lovely Rita (Speech And Take 9) – 3:05
6. Lucy In The Sky With Diamonds (Take 1 And Speech At The End) – 3:40
7. Lucy In The Sky With Diamonds (Speech, False Start And Take 5) – 4:08
8. Getting Better (Take 1 – Instrumental And Speech At The End) – 2:19
9. Getting Better (Take 12) – 2:45
10. Within You Without You (Take 1 – Indian Instruments Only) – 5:33
11. Within You Without You (George Coaching The Musicians) – 3:56
12. She’s Leaving Home (Take 1 – Instrumental) – 3:49
13. She’s Leaving Home (Take 6 – Instrumental) – 3:48
14. With A Little Help From My Friends (Take 1 – False Start And Take 2 – Instrumental) – 3:15
15. Sgt. Pepper’s Lonely Hearts Club Band (Reprise) (Speech And Take 8) – 2:00

CD 4:
- Sgt. Pepper und Bonustracks in Mono:
 (Tracks 1–13: 2017 Direct Transfer of Sgt. Pepper Original Mono Mix)

1. Strawberry Fields Forever (Original Mono Mix) – 4:09
2. Penny Lane (Original Mono Mix) – 3:02
3. A Day In The Life (Unreleased First Mono Mix) – 4:43
4. Lucy In The Sky With Diamonds (Unreleased Mono Mix – No. 11) – 3:50
5. She’s Leaving Home (Unreleased First Mono Mix) – 3:42
6. Penny Lane (Capitol Records U.S. Promo Single – Mono Mix) – 3:01

Discs 5 & 6 (Blu-ray & DVD)
- Musik (Blu-ray & DVD):
  - Neue 5.1-Surround-Audio-Mixes des Sgt. Pepper-Albums und Penny Lane, plus 2015er 5.1-Surround-Mix von Strawberry Fields Forever (Blu-ray: DTS, HD Master: Audio 5.1, Dolby True HD 5.1 / DVD: DTS Dolby Digital 5.1)
  - High-Resolution Audioversionen des 2017er Sgt. Pepper Stereo-Mix und 2017er Penny Lane Stereo-Mix, plus 2015er Strawberry Fields Forever Hi-res Stereo-Mix (Blu-ray: LPCM Stereo 96 kHz/24 bit / DVD: LPCM Stereo)
- Videos (Blu-ray & DVD):
  - The Making of Sgt. Pepper (restaurierter Dokumentarfilm aus dem Jahr 1992)
  - Musikvideos: A Day In The Life, Strawberry Fields Forever, Penny Lane (in 4K restauriert)

## Limitierte Sonderausgaben
- In Japan wurde das Album im Juli 1967 in Stereo veröffentlicht, die Schallplatte wurde auch auf rotem Vinyl gepresst.[58]

Ab den späten 1970er Jahren wurde das Album Sgt. Pepper’s Lonely Hearts Club Band in mehreren
Ländern als Picture Disc oder in farbigem Vinyl gepresst:
- 1978: Gelbes Vinyl (Katalognummer: Pathé Marconi EMI – C 066 04.177), Frankreich[59]
- 1978: Rotes Vinyl (Katalognummer: Pathé Marconi EMI – C 066 04.177), Frankreich[60]
- 1978: Blaues Vinyl (Katalognummer: Pathé Marconi EMI – C 066 04.177), Frankreich[61]
- 1978: Weißes Vinyl (Katalognummer: Pathé Marconi EMI – C 066 04.177), Frankreich[62]
- 1978: Violettes Vinyl (Katalognummer: Pathé Marconi EMI – C 066 04.177), Frankreich[63]
- 1978: Grünes Vinyl (Katalognummer: Pathé Marconi EMI – C 066 04.177), Frankreich[64]
- 1978: Oranges Vinyl (Katalognummer: Pathé Marconi EMI – C 066 04.177), Frankreich[65]
- 1978: Klares Vinyl (Katalognummer: Pathé Marconi EMI – C 066 04.177), Frankreich[66]
- 1978: Marmoriertes Vinyl (Katalognummer: Capitol – SEAV 11840), Kanada[67]
- 1978: Gelbes Vinyl (Katalognummer: Odeon – 10C 064 04.177), Spanien[68]
- August 1978: Picture Disc (Katalognummer: Capitol SEAX 11840), USA[69]
- Januar 1979: Picture Disc – nicht identisch mit der Ausgabe in den USA (Katalognummer: Parlophone PHO 7027), Großbritannien[70]
- 1979: Gelbes Vinyl (Katalognummer: 5C 062-04177), Niederlande[71]
- 1982: Rotes Vinyl (Katalognummer: Odeon – EAS-70137), Japan[72]

## Chartplatzierungen des Albums
| Album                                            | Album                                                       | Datum der Veröffentlichung | Datum der Veröffentlichung | Datum der Veröffentlichung | Beste Charts-Platzierung | Beste Charts-Platzierung | Beste Charts-Platzierung | Label Katalog-Nr.                                                    | Label Katalog-Nr.                                                    | Label Katalog-Nr.                                                    |
| Typ                                              | Titel                                                       | GB                         | US                         | DE                         | GB                       | US                       | DE                       | GB                                                                   | US                                                                   | DE                                                                   |
| ------------------------------------------------ | ----------------------------------------------------------- | -------------------------- | -------------------------- | -------------------------- | ------------------------ | ------------------------ | ------------------------ | -------------------------------------------------------------------- | -------------------------------------------------------------------- | -------------------------------------------------------------------- |
| Studioalbum                                      | Sgt. Pepper’s Lonely Hearts Club Band                       | 26. Mai 1967               | 1. Juni 1967               | 30. Mai 1967               | 1                        | 1                        | 1                        | Parlophone PMC 7027 (Mono) PCS 7027 (Stereo)                         | Capitol MAS 2653 (Mono) SMAS 2653 (Stereo)                           | HÖR ZU Elektrola SHZE 401 (Stereo)                                   |
| Studioalbum CD-Erstveröffentlichung              | Sgt. Pepper’s Lonely Hearts Club Band                       | 1. Juni 1987               | Juni 1987                  | Juni 1987                  | 3                        | 141                      | -                        | Parlophone CDP 7 46442 2                                             | Capitol CDP 7 46442 2                                                | EMI CDP 7 46442 2                                                    |
| Studioalbum Remasterte CD-Wiederveröffentlichung | Sgt. Pepper’s Lonely Hearts Club Band                       | 9. Sep. 2009               | 9. Sep. 2009               | 9. Sep. 2009               | 5                        | 5                        | 50                       | Apple/EMI 3824192                                                    | Apple/Capitol 3824192                                                | Apple/EMI 3824192                                                    |
| Studioalbum                                      | Sgt. Pepper’s Lonely Hearts Club Band (Anniversary Edition) | 26. Mai 2017               | 26. Mai 2017               | 26. Mai 2017               | 1                        | 3                        | 4                        | Apple/Universal CD: 602557455304 2CD: 602557455366 Box: 602557455328 | Apple/Universal CD: 602557455304 2CD: 602557455366 Box: 602557455328 | Apple/Universal CD: 602557455304 2CD: 602557455366 Box: 602557455328 |

Das Album konnte sich in Großbritannien noch viermal in den Top Ten der Charts platzieren:
- 1987: Platz 3 – Anlass war die erstmalige CD-Veröffentlichung und das 20-jährige Jubiläum des Albums
- 1992: Platz 6 – Anlass war das 25-jährige Jubiläum des Albums
- 2009: Platz 5 – Anlass war die remasterte CD-Wiederveröffentlichung des Albums
- 2017: Platz 1 – Anlass war das 50-jährige Jubiläum des Albums

## Single-Auskopplungen
| Single                                                                                            | Datum der Veröffentlichung | Datum der Veröffentlichung | Datum der Veröffentlichung | Beste Charts-Platzierung | Beste Charts-Platzierung | Beste Charts-Platzierung | Label Katalognr. | Label Katalognr. | Label Katalognr.   |
| A-Seite / B-Seite                                                                                 | GB                         | US                         | DE                         | GB                       | US                       | DE                       | GB               | US               | DE                 |
| ------------------------------------------------------------------------------------------------- | -------------------------- | -------------------------- | -------------------------- | ------------------------ | ------------------------ | ------------------------ | ---------------- | ---------------- | ------------------ |
| Sgt. Pepper’s Lonely Hearts Club Band/With a Little Help from My Friends / A Day in the Life      | 30. Sep. 1978              | 14. Aug. 1978              | –                          | 63                       | 71 / –                   | n.v.                     | Parlophone R6022 | Capitol 4612     | –                  |
| Sgt. Pepper’s Lonely Hearts Club Band/With a Little Help from My Friends / Within You Without You | –                          | –                          | Sep. 1978                  | n.v.                     | n.v.                     | –                        | –                | –                | Apple 1C 006-06838 |

## Auszeichnungen für Musikverkäufe
| Land/Region                  | Auszeichnungen für Musikverkäufe (Land/Region, Auszeichnung, Verkäufe) | Verkäufe   |
| ---------------------------- | ---------------------------------------------------------------------- | ---------- |
| Argentinien (CAPIF)          | 3× Platin (VÖ 1987) · + 2× Platin (VÖ 1990)                            | 300.000    |
| Australien (ARIA)            | 4× Platin                                                              | 280.000    |
| Brasilien (PMB)              | Gold                                                                   | 100.000    |
| Dänemark (IFPI)              | 3× Platin                                                              | 60.000     |
| Deutschland (BVMI)           | Platin                                                                 | 500.000    |
| Frankreich (SNEP)            | Gold                                                                   | 100.000    |
| Italien (FIMI)               | Platin                                                                 | 50.000     |
| Kanada (MC)                  | 8× Platin                                                              | 800.000    |
| Neuseeland (RMNZ)            | 6× Platin                                                              | 90.000     |
| Vereinigte Staaten (RIAA)    | 11× Platin                                                             | 11.000.000 |
| Vereinigtes Königreich (BPI) | 18× Platin                                                             | 5.400.000  |
| Insgesamt                    | 2× Gold · 47× Platin · 1× Diamant ·                                    | 18.630.000 |

## Hommage
1988 erschien zum 21. Jubiläum das Tribute Album „Sgt. Pepper Knew My Father“, auf dem u. a. die Nummer 1 Hits „With A Little Help From My Frieds“ von Wet Wet Wet und „She’s Leaving Home“ von Billy Bragg enthalten waren.
Im Jahr 1992 wurde das Album von der US-amerikanischen Band Big Daddy im Gesangsstil der 1950er Jahre aufgenommen.
Anlässlich des 50-Jahr-Jubiläums im Jahr 2017 brachte das zu diesem Zweck gegründete Secondhand Orchestra eine Version in Schweizer Mundart auf die Bühne. Nebst Adaptionen des Pepper-Albums wurden eigene Lieder mit Bezug zum Album hinzugefügt.
Die 2010 für Karnevalsparaden gegründete brasilianische Gruppe Bloco do Sargento Pimenta hat im Dezember 2017 ein Album mit Neuinterpretationen des Beatles-Albums mit Arrangements aus Samba, Marsch, Maracatu und anderen brasilianischen Rhythmen veröffentlicht, dessen Cover-Gestaltung ebenfalls sehr an das Original-Album angelehnt ist. Auch der Name der Band bezieht sich auf das Album Sgt. Peppers Lonely Hearts Club Band.

## Rezeption
Die britische Musikzeitschrift Classic Rock kürte Sgt. Pepper’s Lonely Hearts Club Band im Juli 2010 zu einem der 50 Musikalben, die den Progressive Rock geprägt haben.